# Kovrovský exkavátorový závod
Kovrovský exkavátorový závod byla továrna v sovětském (ruském) městě Kovrov, která vyráběla rypadla.

## Výroba vagonů v Kovrově
V souvislosti s výstavbou železnice Moskva - Nižnij Novgorod byly postaveny „Centrální dílny“ v Kovrovu, který ležel v polovině tratě. V letech 1862-1864 byly pod dohledem estonského barona Andreje Ivanoviče Delviga postaveny kovoobráběcí, truhlářské, tapetářské dílny, lakovna, kovárna slévárna a haly montáže lokomotiv. V šedesátých letech 19. století pracovalo v dílnách 650 lidí. V letech 1875 až 1880 zde bylo navrženo a vyrobeno 40 typů osobních a nákladních vozů.

## Opravy rypadel v Kovrově
V říjnu 1929 byly železniční dílny v Kovrovu převedeny na Ústřední strojírenské ředitelství (Главкстроймаштранс) Lidového komisariátu železnic SSSR - NKPS (Нарoдный комиссариaт путeй сообщeния CCCP) s úkolem provádět opravy úzkorozchodných parních lokomotiv. V roce 1930 byly dílny přejmenovány na Kovrovský strojně opravárenský závod (Ковровский машиноремонтный завод) a byly podřízeny Ústřednímu ředitelství pro stavbu železnic (Центральное  управление по сооружению железных  дорог - ЦУстрой). V roce 1930 byl závod součástí trustu Strojmaštrans a byla mu přidělena zakázka na opravu 12 zahraničních bagrů různých systémů. Téměř všechny měly železniční podvozek. Díky zkušenostem získaných při opravách amerických bagrů bylo rozhodnuto Nejvyšší hospodářskou radou dne 10. listopadu 1930 postavit sovětské rypadlo pod vedením inženýra A. S. Goldenberga.

## Zkratky
Sovětský systém organizace státu podléhal častým reorganizacím, změnám a několikastupňovému řízení. Náhrada ustálené terminologie revolučními termíny měly za následek dlouhý název jednotlivých subjektů. Dlouhý název byl  často nahrazen akronymem (sylabickou zkratkou). Zkratky a názvy týkající se Kovrovského exkavátorového závodu:
- Центральное управление строительства ⟨Centralnoje upravlenie strajitělstva⟩ - Centrální stavební správa
- ВОРЗ (железнодорожного транспортa) - Всесоюзное объединение ремонтных заводов; Všesvazové sdružení opravárenských závodů železnic
- Строймаштранс ⟨Strojmaštrans⟩ - trust závodů na výrobu bagrů
- Главкстроймаштранс - ředitelství trustu závodů na výrobu bagrů
- НКПС - Народный комиссариат путей сообщения; Lidový komisariát železnic

## Výroba rypadel v Kovrově
Dne 23. listopadu 1930 se konala schůze předsednictva Kovrovského oblastního výboru Všesvazové komunistické strany (bolševiků), na které se řešil požadavek výroby 120 rypadel v roce 1931 s perspektivou výroby 400 rypadel ročně. Bylo rozhodnuto o přičlenění slévárny Malejev a Kangin k závodu. Vedení závodu byla stanovena měsíční lhůta na předložení výkresů, studie ekonomické proveditelnosti rozvoje závodu, plánu potřeb, plánu školení pracovníků a stavebního plánu.
Dne 21. dubna 1931 bylo vyrobeno první sovětské rypadlo „Kovrovec-I“, které vycházelo z konstrukce Putilovského závodu. Dle dobového tisku bylo vyrobeno zcela ze sovětských materiálů. Násada a výložník byly vyrobeny z dubových trámů vyztužených pásovým železem. Objem lopaty byl 2,5 m³. Rypadlo mělo tři parní stroje s celkovým výkonem 150 koní. Hmotnost rypadla na čtyřnápravovém železničním podvozku dosáhla 75 tun. Umístění bagru na podvozku umožnilo otáčení bagru pouze v úhlu 180°. Rychlost při pojíždění byla 2,5 km za hodinu. Uvnitř rypadla bylo zajištěno petrolejové osvětlení. O bagr se staraly dva týmy: horní a spodní. Horní tým zahrnoval řidiče, operátora výložníku, mazáka a hasiče; spodní tým tvořili mistr a 6 dělníků. Hodinový výkon rypadla se pohyboval od 150 do 300 m³ za hodinu. „Kovrovec I“ byl vyráběn až do roku 1934. a vyrobilo se jich 177 kusů.
Většina rypadel Kovrov byla poslána na stavby provozované Lidovým komisariátem pro vnitřní záležitosti a nechvalně známým Gulagem. Proto byl v prosinci 1933 závod převeden z NKPS do jurisdikce Lidového komisariátu vnitra (NKVD). Kromě civilního vedení podniku byli jmenováni důstojníci NKVD na středním a vyšším stupni řízení závodu. Ve stejném období pracovala v továrně na bagry skupina specialistů odsouzených v procesu „Industrial Party“. Po dvou letech se závod rypadel stal opět součástí Lidového komisariátu železnic..
Dalším typem byl otočný bagr PPG 1,5 s lopatou o objemu 1,5 m³. První PPG 1.5 byl testován při stavbě stadionu Dynamo v Moskvě a poté byl poslán do jižní části výstavby kanálu Moskva-Volha.
Zároveň byla zahájena výroba nového modelu LK-0,5 s naftovým motorem. Písmena z názvu jsou iniciály Lazara Kaganoviče, tehdejšího lidového komisaře Lidového komisariátu železnic, číslo vyjadřuje objem lopaty rypadla. Rypadlo bylo vyráběno s různým vybavením, a mohlo tak pracovat jako rypadlo s vlečným korečkem,  rypadlo s klasickou lopatou, jeřáb nebo beranidlo.
Celkem bylo před 2. světovou válkou vyrobeno 1253 rypadel a 78 parních jeřábů.

## Válečná výroba
S vypuknutím války v roce 1941 přešel závod na válečnou výrobu. V prvním roce války se zvýšila výroba čtrnáctkrát. Dělníci pracovali ve dvou dvanáctihodinových směnách. U strojů stály ženy, staří muži a děti, kteří nahradili muže, kteří odešli na frontu. Továrna vyrobila 10 tisíc sad kol pro tank T-34, 25 tisíc pouzder na náboje pro raketomety Kaťuša, 2,5 milionu pouzder na miny ráže 82 mm, 40 tisíc pouzder na 100 kilogramů vysoce výbušné letecké pumy "FAB"-100 a na vrcholu války byla zvládnuta sériová výroba nové, účinnější munice - vysoce výbušné tříštivé letecké pumy OFAB-100. Obrněný vlak  nazývaný „Kovrov bolševik“, byl poslán na frontu v prosinci 1941;  byl určený k obraně Moskvy a byl postaven bez nároku továrních dělníků na mzdu.

## Obnova výroby bagrů
V únoru 1946 se závod opět stal známým jako Kovrovský exkavátorový závod. Se vznikem Ministerstva stavebnictví a těžkého strojírenství byl Kovrovský exkavátorový závod podřízen podniku Glavekskavator.
Poválečný náběh výroby byl urychlen okopírováním amerického rypadla Bucyrus 22B. Za konstrukci a náběh výroby typu E - 505 byla hlavnímu inženýrovi N.K. Grechinovi, šéfkonstruktérovi A.S. Rebrovovi, hlavnímu technologovi B.K. Rogovovi a zástupci hlavního technologa A.N. Nikitinovi udělena státní cena SSSR.

## Vyráběné typy
Lanová rypadla:
- D -107; následně přejmenován na E - 505 podle objemu lopaty 0,5 m³; od roku 1946
- E - 505 ; pohon naftovým motorem KDM - 46/80 (Kirovskij dizelnyj motor)
- E - 504; pohon centrálním elektromotorem MA 206 1/6
- E - 505A a E - 504A; upraven posun lopaty; od roku 1953
- E - 506; ovládání stlačeným vzduchem; malá zkušební série
- E - 651; objem lopaty 0,65 m³; od roku 1955
- E - 6516; dieselelektrický pohon
- E - 656, kolový podvozek
- E - 652; ovládání stlačeným vzduchem; motor KDM - 100; od roku 1956

Po kritice Nikity Sergejeviče Chruščova dne 24. dubna 1963 na Všeruské konferenci průmyslových dělníků bylo vyvinuto a představeno produktivnější a pokročilejší rypadlo E-652A.
- E - 652A; pohon KDM - 100; od roku 1963
- E - 652B; pohon KDM - 100, od roku 1967
- E - 653; varianta se širokými pásy

Hydraulická rypadla:
- EO-4121; hydraulický bagr; od roku 1970
- EO-4121A; od roku 1978
- EO-4124; od roku 1978

Bagry byly vyváženy do 50 zemí; začátkem 70. let dosáhl 350-400 strojů ročně..

## Po rozpadu Sovětského svazu
Po změně společenských poměrů byla společnost transformována na Kovrovský exkavátorový závod, akciová společnost. V roce 1995 bylo uvedeno do výroby zásadně nové rypadlo řady 4225A a v roce 1999 byla zahájena výroba EO-4225A-07. Koncem 90. let začal závod vyrábět také lesnickou techniku.
V roce 2003 došlo v závodě Kovrov ke změně vlastníka. V lednu 2004 byla spuštěna linka s cílem vyrobit 179 rypadel. Cíl nebyl splněn, protože se vyrobilo 145 rypadel, v dalším roce pouze 113 rypadel.
V květnu 2006 Kovrovský exkavátorový závod, otevřená akciová společnost vytvořil společný podnik s firmou Tverský Excavator, součástí skupiny GAZ. V nově vzniklé společnosti Kovrovský exkavátorový závod, společnost s ručením omezeným vlastnila skupina GAZ  50,1% podíl. Pásová rypadla se měla vyrábět v Kovrovu, kolová ve Tveru. V krátké době měla nová společnost rozšířit sortiment vyráběných pásových rypadel o nové modely o hmotnosti 30 a 40 tun a modernizovat výrobu.  Do roku 2010 bylo plánováno dosažení objemu výroby 1000 rypadel ročně. O rok později se začalo vyrábět rypadlo ET-26 s názvem KiT (Kovrov a Tver). Tento stroj je syntézou technických řešení rypadel Kovrov EO-4225A-07 a EO-4228 a Tver ET-25:  zdědil podvozek a mechanismus otáčení planetové plošiny z EO-4225A-07 a kabinu a prvky točny z ET-25. Hydraulický systém rypadla prošel modernizací. Pro zajištění spolehlivého provozu pracovního zařízení rypadla byla změněna konstrukce výložníku, ramene a lžíce. Parametry kopání se výrazně zvýšily. Díky vylepšenému kinematickému systému a použití účinnější hydrauliky Bosch Rexroth se zvýšil výkon a rypná síla. V základní konfiguraci byl ET-26 vybaven motorem YaMZ-236M o výkonu 180 koní. Volitelně byly nabízeny motory Perkins nebo Deutz.
Plánovaná výroba nebyla dosažena a v roce 2009 byla zastavena. Za celou historii své existence vyrobil Kovrovský exkavátorový závod asi 100 tisíc rypadel ve více než 60 modifikacích.

## Svědectví o existenci továrny
Na místě jedné z dílen Závodu bagrů Kovrov vzniklo obchodně-zábavní centrum, v administrativní budově je obchodní centrum, v montážní dílně je výroba pozinkovaných plechů a v řadě dalších prostor podnikají malé firmy. Historie firmy je připomenuta pomníkem prvního bagru Kovrovec v parku Patriot. Hlavní atrakcí v parku (bývalý Park stavitelů bagrů) je ale vojenská technika a pomník Kalašnikova, který pracoval ve zdejší zbrojovce.
Svědectví o otevření muzea Kovrovského exkavátorového závodu podává list Prapor práce (Знамя труда).
V roce 2009 byly exponáty přemístěny do Kovrovského historického a pamětního muzea. Dne 23. února 2020 byl otevřena výstava „Dvě fronty závodu rypadel Kovrov“, která se věnovala pouze válečné výrobě a frontovým obětem pracovníků podniku.

## Československo
V roce 1956 pozvali komunisti Uničovských strojíren pracovníky KEZ na soudružskou návštěvu. Tím byla navázána tzv. družba. V duchu tehdejších komunistických rituálů šlo o výměnu delegací, blahopřání k výročím strany a narozeninám funkcionářů a prezentování socialistické soutěže v podnicích. Po vpádu sovětských vojsk do Československa družba skončila.
Dne 12. května 1967 obdržel okresní výbor strany v Kovrovu návrh od okresního výboru KSČ v Liberci na družební spolupráci. Družba byla navázána také na úrovni jednotlivých podniků, družstev a škol. Nejintenzivnější spolupráce byla mezi KEZ a s libereckou slévárnou podniku LIAZ. V roce byla 1971 bylo uzavřena první Smlouva o přátelství a vzájemné spolupráci v letech 1971-1972. V září 1978 podepsala delegace LIAZ Dohoda o přátelství a spolupráci mezi továrnami na období let 1979-1985, která byla kontrolována přímo stranickými  orgány obou měst. Podniky se zavázaly, že budou delegacím vzájemně poskytovat bezplatné ubytování, jídlo a místní dopravu.
Na spolupráci s firmou Kovrov Electro Mechanical Plant se v říjnu 2017 na Mezinárodním strojírenském veletrhu v Brně dohodla společnost Zetor Tractors a.s.. Jednalo se dodávku 450  sad traktorů (nesmontovaných traktorů) do Ruska v roce 2018. V listopadu 2017 oznámil prezident Zeman úspěch podnikatelské mise v Rusku, když  bylo podepsáno memorandum, jejímž obsahem byl příslib dodávky šesti tisíc sad traktorů Forterra v letech 2018 až 2022. V roce 2018 bylo odebráno pouhých 180 sad.